# Irving Stone
Irving Stone (n. 14 iulie 1903 San Francisco — d. 26 august 1989 Los Angeles), pe numele real Irving Tennenbaum, a fost un scriitor american faimos pentru romanele sale biografice ale unor personaje istorice majore.

## Biografia
Stone a studiat științele juridice, apoi științele politice. În 1923 termină Univesitatea Berkeley și în 1924 își ia masteratul la Universitatea Southern California. Se întreține scriind piese de teatru și romane polițiste. Toate marile lucrări ale sale s-au născut din ani de muncă în care a citit toată documentația disponibilă despre subiect, incluzând scrisori, jurnale, note de cercetare chiar și note de gospodărie, a călătorit încercând să pătrundă în lumea personajului istoric adunând și reconstruind imaginar dialogurile personajului. De exemplu pentru „Agonie și Extaz” a petrecut 5 ani în Italia.
În 1934 se căsătorește cu editoarea sa Jean Stone. În 1962 înființează Academy of American Poets. Irving Stone a murit la Los Angeles, la 26 august 1989.

## Activitate literară
În anul 1926, a plecat în Franța cu intenția de a se dedica scrisului. După ce a vizitat, la Paris, o expoziție în care erau prezentate pânzele pictorului olandez Vicent Van Gogh, s-a hotărât să cerceteze viața acestuia. Astfel, în 1934 publică romanul „Lust for Life” („Bucuria Vieții”), după ce fusese refuzat în prealabil de 17 editori, bazat pe viața lui Vincent Van Gogh. Apoi publică pe rând lucrări pe care el le numește „bio-istorie”: „Clarence Darrow for the Defense” în 1941; „They Also Ran” în 1943; „Immortal Wife” în 1944, bazată pe viața soției exploratorului John Frémont, Jesse Benton Frémont; „President's Lady” în 1951, bazată pe viața lui Rachel Jackson, soția celui de-al șaptelea președinte al S.U.A.; „Love Is Eternal” în 1954, bazată pe mariajul dintre Mary Todd și Abraham Lincoln; „The Agony and the Ecstasy” (Agonie și Extaz - Editura Orizonturi, 1993) în 1961, bazată pe viața lui Michelangelo Buonarroti; „The Passions of the Mind” („Turnul Nebunilor” și „Paria” - Editura Orizonturi și Lider) în 1971, bazată pe viața lui Sigmund Freud; „The Greek Treasure” („Comoara Grecilor” - Editura Meridiane, 1981) bazată pe descoperirea Troiei de către Heinrich Schliemann și în 1980 „The Origin” bazată pe călătoria lui Charles Darwin la bordul navei Beagle. Inspirat de viața lui Camille Pissarro, în 1985 a publicat „Depths of Glory” („Adâncurile gloriei”).

## Ecranizări
În 1950 i-a fost ecranizat romanul „Bucuria Vieții” cu Kirk Douglas interpretându-l pe Vincent Van Gogh iar în 1965 Agonie și Extaz cu Charlton Heston în rolul lui Michelangelo Buonarroti.

## Distincții
Franța i-a acordat, pentru romanul „Bucuria vieții”, distincția Ordinul Artelor și Literelor în grad de comandor.